# Megachasma pelagios

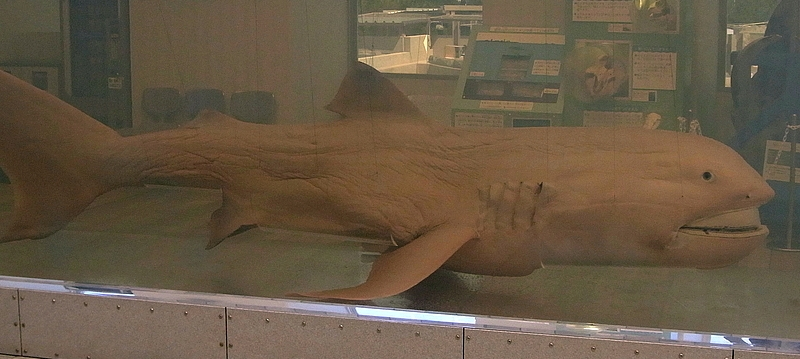
Espécimen conservado en Japón.

El tiburón boquiancho o tiburón de boca ancha (Megachasma pelagios) es un elasmobranquio lamniforme de la familia Megachasmidae. Se trata de una especie rara que fue descubierta el 15 de noviembre de 1976, debido a que en Kaneohe (Hawái) la tripulación del buque AFB-14 se encontraron un ejemplar enredado en un ancla flotante. Su descripción científica como nueva especie fue publicada en 1983 por Taylor, Compagno y Struhsaker. 

## Características
Posee un cuerpo flácido y alargado, unos grandes ojos, unas largas aletas pectorales, una corta aleta dorsal y una alargada aleta caudal. Su coloración dorsal es grisácea parduzca o negruzca, mientras que la ventral es blanquecina. Aunque, es posible observar franjas blanquecinas en el margen posterior de las aletas anales, aletas pectorales, y en su aleta dorsal. Como su nombre científico indica, esta especie posee una boca enorme y redondeada, presentando pequeñas manchas circulares en el "labio" de la mandíbula inferior. En su "labio" superior, posee una franja blanquecina, la cual se sugirió que podría ser bioluminiscente, con la finalidad de atraer a sus presas. Sin embargo, se demostró que no es un tiburón bioluminiscente, pero sí podría emplear dicha franja reflejando la escasa luz que llega a modo de señuelo. Respecto a su dentición, sus dientes poseen forma de gancho. Dichos dientes son de pequeño tamaño, midiendo alrededor de los 10 mm. En la mandíbula superior poseen 55-115 dientes, mientras que en la inferior 75-121. Cabe decir que únicamente las 3 primeras hileras serían funcionales. El máximo tamaño promedio es alrededor de 4,5 metros, sin embargo la talla máxima registrada es de 7,1 metros. Los machos cuando maduran sexualmente llegan a alcanzar una longitud aproximada de unos 4 metros, mientras que las hembras alcanzan los 5 metros de longitud total.

## Alimentación
Esta especie planctívora se alimenta por medio de la filtración del agua a través de sus branquiespinas modificadas, de la misma manera que el tiburón ballena (Rhincodon typus), tiburón peregrino (Cetorhinus maximus) y las mantarrayas (Mobulidae). Se sugiere que esta especie se alimentaría engullendo bancos de zooplancton de forma similar a las ballenas barbadas (Mysticeti), como por ejemplo la ballena azul (Balaenoptera musculus). Debido a que se acercaría a sus presas zooplanctónicas abriendo ligeramente mientras expande su cavidad faríngea, así genera una gran fuerza de succión que llevaría dichas presas hacia el interior de su enorme boca. Una vez se capta el mayor volumen de agua posible procedería a cerrar su enorme boca, para proceder a empujar el agua hacia el exterior a través de las hendiduras branquiales, pasando por sus modificadas branquiespinas, filtrando así su alimento.Su dieta se compone principalmente de zooplancton, particularmente eufausiáceos (e.g., Thysanopoda pectinata), pero también de pequeños peces mesopelágicos como mictófidos (Myctophidae) y gonostomátidos (Gonostomatidae), incluso medusas como Atolla vanhoeffeni.

## Distribución
El tiburón boquiancho se distribuye principalmente por aguas de latitudes bajas, generalmente entre los 40°N - 40°S, particularmente en aguas profundas, cuya profundidad habitual es de aproximadamente 120-200 metros, usualmente realizando migraciones verticales a la zona mesopelágica, y puede llegar hasta una profundidad máxima de unos 1000 metros. Es una especie altamente migratoria, pudiendo realizar largos desplazamientos para alimentarse y reproducirse. En el océano Pacífico, se ha observado que los juveniles de esta especie se desplazarían a aguas taiwanesas para alimentarse en primavera hasta el verano, y las hembras adultas se desplazarían a aguas japonesas por el mismo objetivo, pero los machos se desplazarían al Pacífico oriental tropical a finales del verano u otoño, desplazándose hacia el sur hasta México, Ecuador y Perú. Posteriormente, regresarían a la región occidental (Indonesia y Filipinas) siguiendo la Corriente Ecuatorial del Norte (NEC).

### Avistamientos
A pesar de su amplia distribución, es una especie muy rara. Debido a que desde su descubrimiento en 1976 se han registrado poco menos de 300 avistamientos por todo el mundo. De los cuales, Taiwán es la región que más avistamientos concentra, aproximadamente el 50% de todos éstos, seguido por Filipinas y Japón respectivamente. Indicando así la importancia dichas regiones para esta especie. También se incluyen algunos avistamientos en regiones del Pacífico oriental como los ejemplares que fueron capturados el 12 de junio de 2019 en una red de cerco del barco “Bamar II” en aguas cercanas a la Isla Lobos de tierra, en Perú, y un notorio avistamiento el 11 de septiembre de 2022 en San Diego, California, donde se toparon con dos ejemplares en la superficie.
Listado de avistamientos: List of megamouth shark specimens and sightings

## Reproducción
Es una especie que presenta viviparismo aplacentario matrotrófico también conocido como ovoviviparismo, en la ingesta de óvulos no fecundados que la madre aporta a sus crías cuando éstas han absorbido el contenido de su saco vitelino tras eclosionar de su cápsula-huevo en el útero, En el océano Índico oriental se cree que las hembras darían a luz en primavera las crías de esta especie nacerían con un tamaño aproximado de 177 cm, aunque se estima que podría ser menor, alrededor de 133 cm. A partir del estudio de Liu et al. (2018), se observó que la población de esta especie carece de estructura genética marcada, sugiriendo que la población de esta especie sea panmíctica.

## Amenazas y estado de conservación
Se trata de una especie rara cuya ecología y hábitos siguen siendo mayoritariamente desconocidas. Actualmente la UICN (Unión Internacional para la Conservación de la Naturaleza) la cataloga en "Preocupación Menor" (LC). Al igual que otras las especies de tiburones, la sobrepesca es la mayor amenaza para esta especie, ya que suele ser capturada de forma incidental por varias pesquerías costeras y de alta mar. El tiburón boquiancho suele ser capturado por las redes de enmalle comerciales a la deriva, palangres pelágicos, redes de cerco y redes de arrastre.Desde el 2020 la Agencia de Pesca de Taiwán decretó la prohibición de la pesca de esta especie, siendo obligatorio el informar de las capturas de esta especie al gobierno y devolver el tiburón capturado al mar.